# 荒野に生きる
『荒野に生きる』（こうやにいきる、Man in the Wilderness）は、1971年に公開されたアメリカ合衆国の西部劇映画。物語は実在の猟師ヒュー・グラスの生涯に大まかに基づいており、荒野に置き去りにされた一人の男の復活と復讐を描く。出演はリチャード・ハリスなど。
2015年には、レオナルド・ディカプリオ主演で『レヴェナント: 蘇えりし者』でも映画化されている（ディカプリオ版は原作があり、リメイクではない）。

## キャスト
※括弧内は日本語吹替（初回放送1979年3月4日『日曜洋画劇場』）
- ザック・バス：リチャード・ハリス（内海賢二）
- ヘンリー：ジョン・ヒューストン（早野寿郎）
- 首長：ヘンリー・ウィルコクソン
- グレース：プルネラ・ランサム
- フォガティ：パーシー・ハーバート
- フェリス：ノーマン・ロシントン
- ローリー：デニス・ウォーターマン